# Bellavista (distrito de Callao)

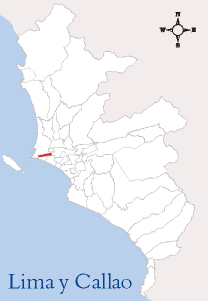
Bellavista (distrito)

O distrito de Bellavista é um dos sete distritos que formam a Província de Callao, pertencente a Região Callao, na zona central do Peru.
Bellavista possui uma população de 82 816 habitantes (estimativa 2005) e uma área de 4,56 km2, perfazendo uma densidade demográfica de 18 161,4 hab/km2.
Alcalde (2011-2014) : Iván Rivadeneyra Medina

## Transporte
O distrito de Bellavista é servido pela seguinte rodovia:
- PE-20I, que liga o distrito de Callao à cidade de La Perla (Região de Callao) [1][2][3]